# نهاد شاهين
نهاد شاهين (بالتركية: Nihat Şahin)‏ هو لاعب كرة قدم تركي في مركز حراسة المرمى، ولد في 15 سبتمبر 1989 في إزمير في تركيا. لعب مع سيفاسبور ومرسين إيدمانيوردو.

## وصلات خارجية
- نهاد شاهين على موقع اتحاد تركيا (لاعب) (الإنجليزية)
- نهاد شاهين على موقع قاعدة بيانات كرة القدم.إي يو (الإنجليزية)
- نهاد شاهين على موقع Soccerway.com (الإنجليزية)
- نهاد شاهين على موقع عالم كرة القدم.نت (الإنجليزية)